# Famille de Rémusat
La famille de Rémusat est une famille subsistante de la noblesse française.

## Histoire
La famille Rémusat (Rémusat ou Rémuzat, avec ou sans particule) est une ancienne famille provençale, originaire de Guillaumes, établie à Marseille en 1630 pour y faire le commerce et devenue assez importante pour compter dans cette ville plusieurs échevins et un maire, Pierre Rémusat, en 1723. Un fils de Pierre, Louis-François-Xavier, mort en 1785, est maréchal de camp des armées du roi, chevalier de Saint-Louis. Son frère aîné, Jean-Jacques, resté dans les affaires, est le grand père de l'homme politique et mémorialiste Charles de Rémusat.
Les Rémusat anciens portaient : "De gueules à la gerbe d'or accompagné en chef de deux étoiles d'argent".
Leurs descendants à Seyne puis à Marseille portent : "D'azur au chevron d'or accompagné en chef de deux roses et en pointe d'une hure de sanglier le tout d'or". À l'enregistrement de 1696 les pièces étaient d'or. Les branches de la famille établies à Paris portaient des pièces d'or.
Certains Rémusat ont fait enregistrer des armes particulières.
Auguste Laurent de Rémusat, lorsque Napoléon l'a créé comte de l'Empire a reçu des armoiries rappelant celles des Rémusat et celles des Vergennes (Parti d'un filet d'argent adesdré de gueules au chevron d'or accompagné en chef de deux étoiles à six raies d'argent et en pointe d'une hure de sanglier de sable défendue d'argent le tout surmonté à dextre du quartier des comtes présidents des collèges électoraux qui est d'azur à trois fusées en fasce ; senextré de gueules aux trois pigeons essores d'argent, les deux supérieurs affrontés). 
À la Restauration, les descendants de la branche d’Empire avaient repris les armes traditionnelles. Elle s’est éteinte en 1946.

## Personnalités
- Vénérable Anne-Madeleine Rémusat (1696-1730), visitandine marseillaise qui a sauvé Marseille de la Grand Peste de 1720 et dont le procès en béatification a été rouvert par Mgr Ellul de Marseille.
- Pierre-François de Rémusat (1755-1803), négociant et homme politique français.
- Auguste Laurent, comte de Rémusat (1762-1823), chambellan de Napoléon Ier
- Claire Élisabeth de Vergennes, épouse du précédent, dame du Palais de Joséphine, femme de lettres française
- Charles de Rémusat (1797-1875), fils du précédent, comte de Rémusat, homme politique français et mémorialiste
- Paul, comte de Rémusat (1831-1897), fils des précédents, journaliste et écrivain français.
- Pierre de Rémusat (1864-1946), fils du précédent, homme politique français.
- Gilberte de Coral-Rémusat (1903-1943), fille du précédent, archéologue indépendante, historienne de l'Art orientale et écrivaine
- Marie Lannelongue (1836-1906), comtesse de Rémusat.

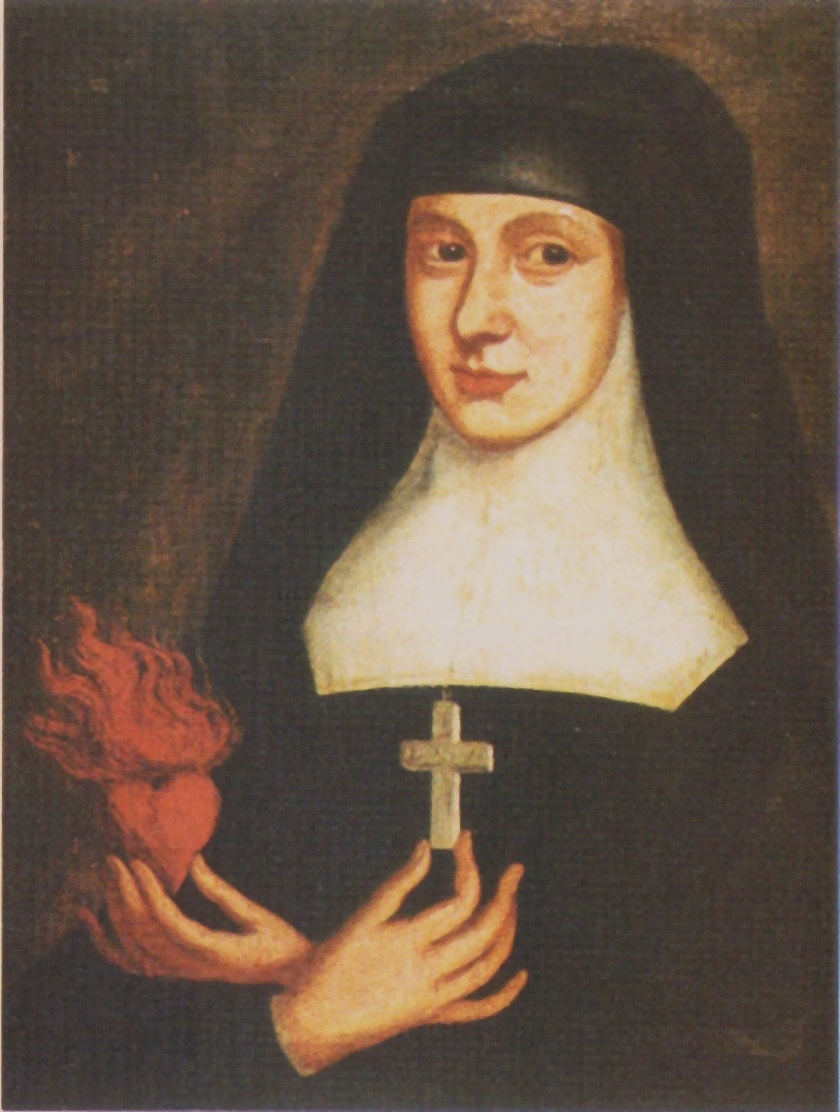
Anne Madeleine Rémusat
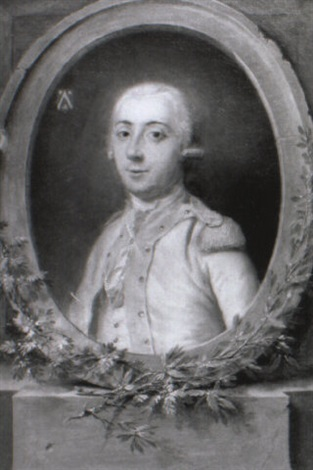
Portrait de Justinien Gabriel de Rémusat âgé de vingt-cinq ans
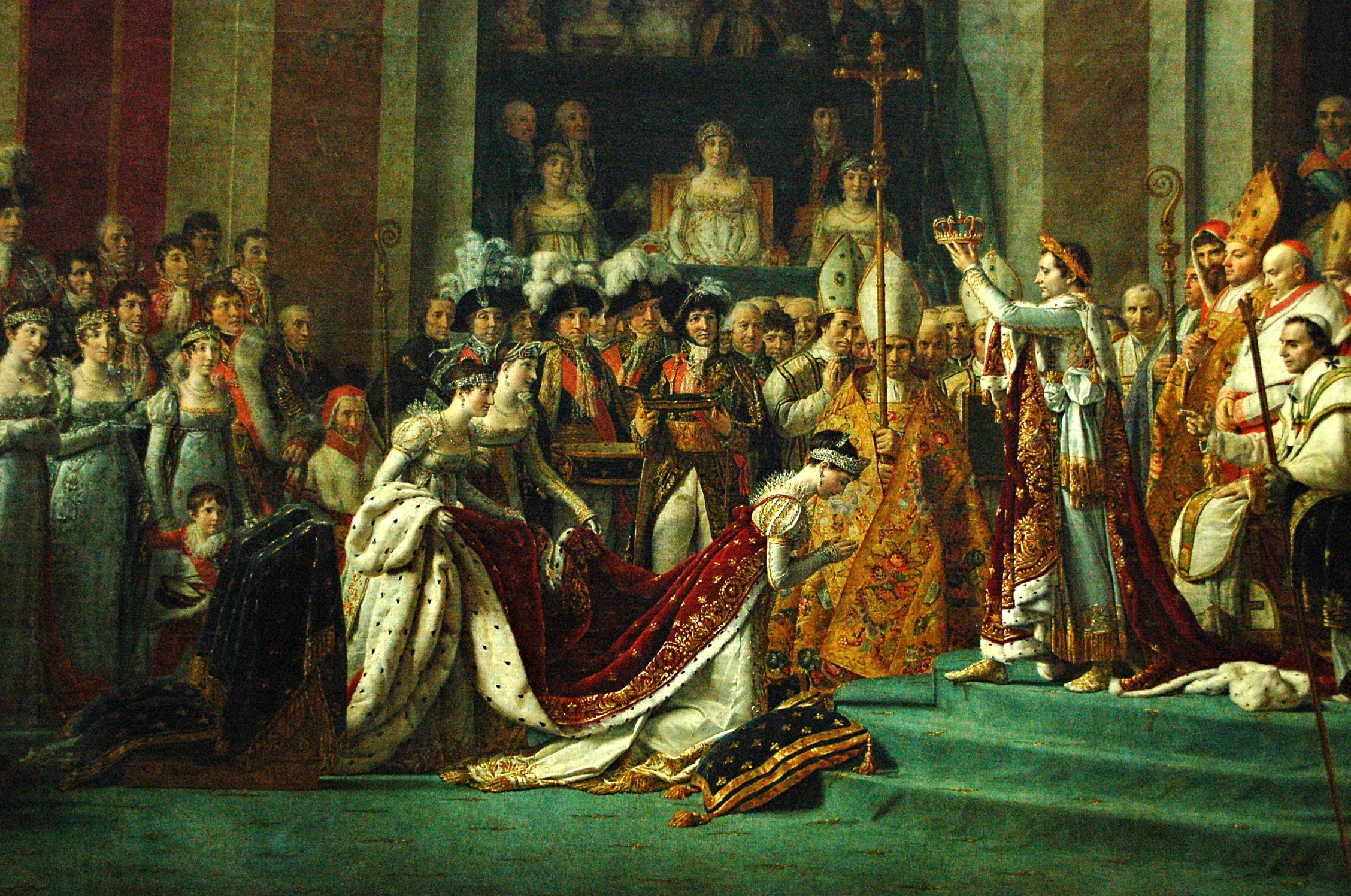
Auguste Laurent de Rémusat est représenté sur le tableau du "Sacre de Napoléon" de David (4e en partant de la gauche, rang du haut)
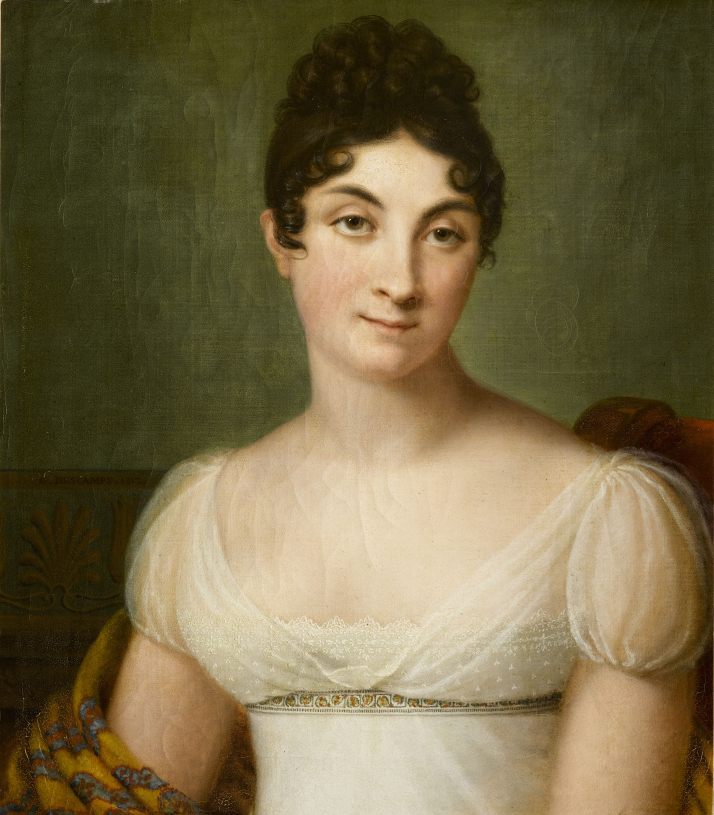
Comtesse de Rémusat
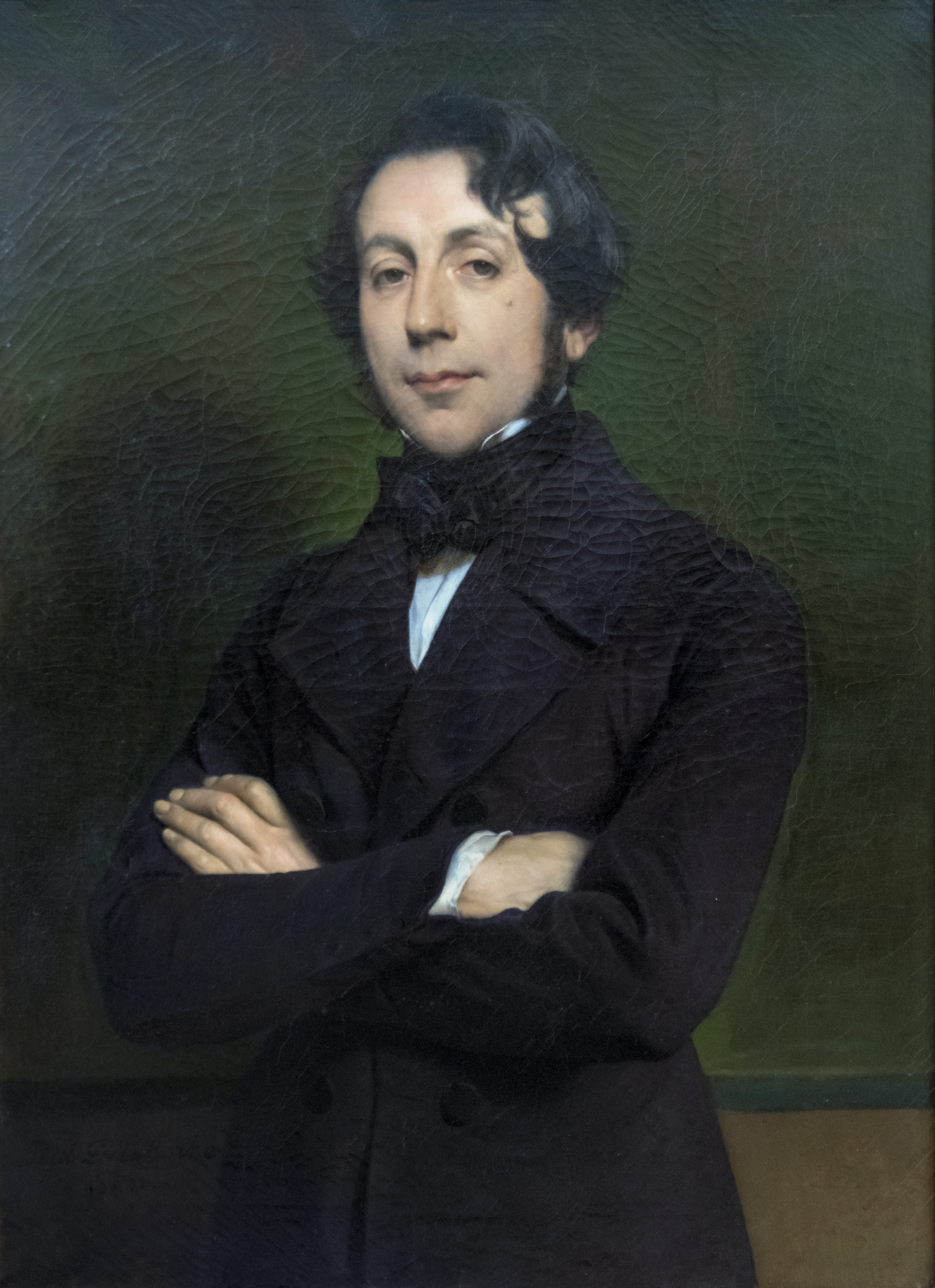
Charles de Rémusat
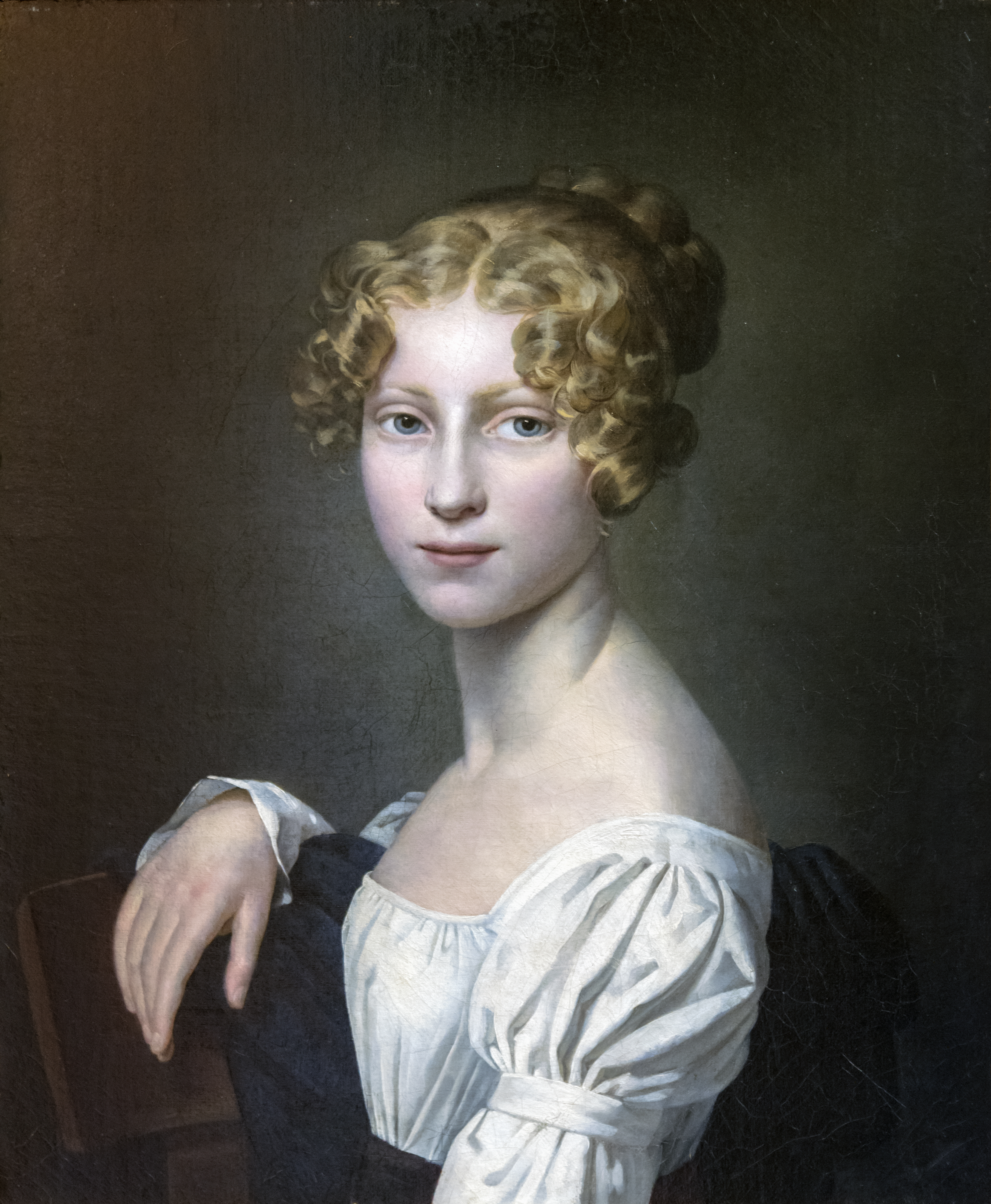
Madame Charles de Rémusat
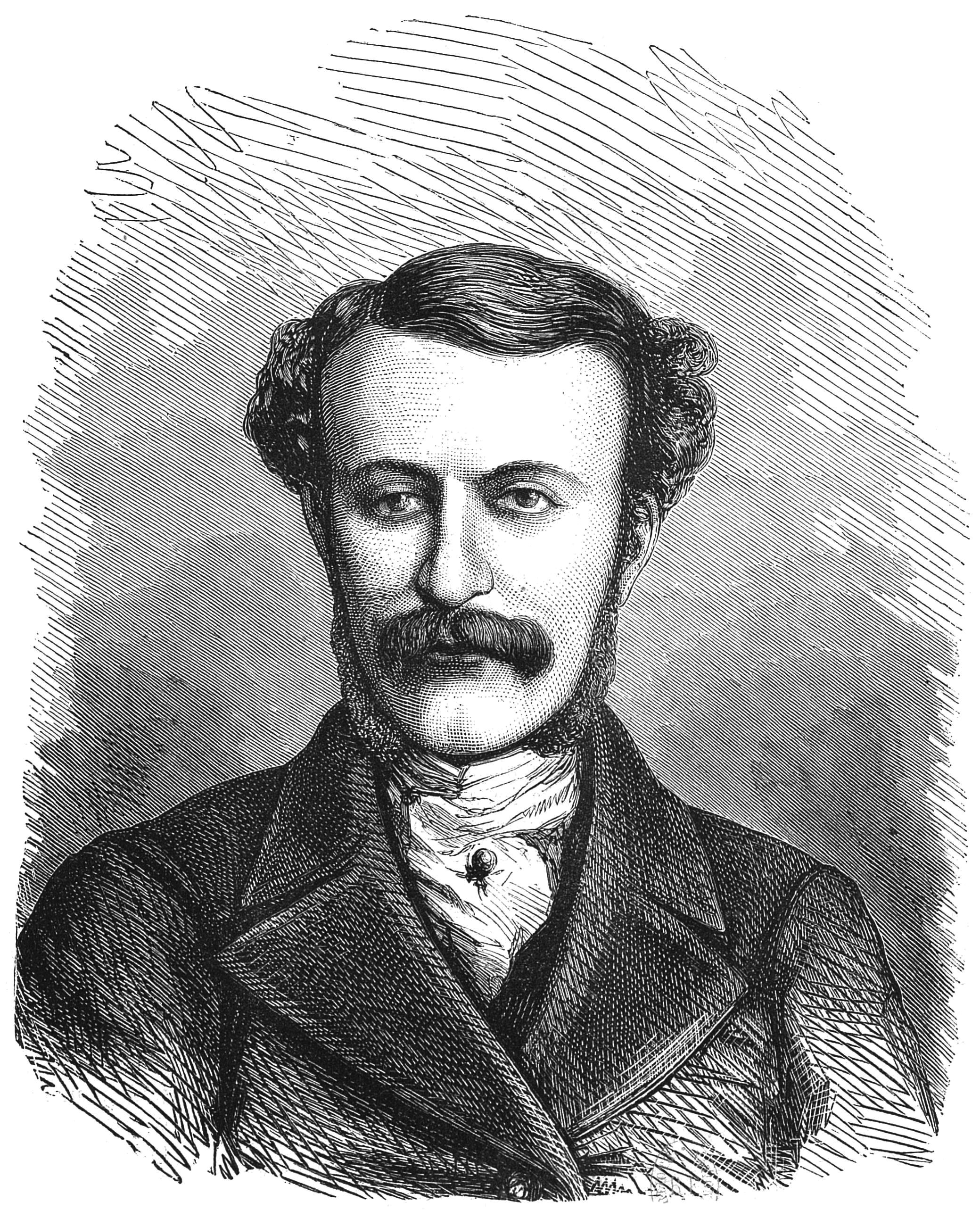
Paul de Rémusat

## Odonymie
- La rue de Rémusat est une rue du 16e arrondissement de Paris.
- Il existe également une rue Rémusat à Toulouse et à Venerque dans la Haute-Garonne, et un boulevard Madeleine-Rémusat à Marseille.

## Pour approfondir